# Omri
Omri (hebr. עמרי) – żyjący w IX wieku p.n.e., szósty król Izraela (państwo północne) oraz założyciel dynastii Omrydów. Biblia Tysiąclecia jako okres panowania Omriego podaje lata 884 r. p.n.e. – 873 r. p.n.e.
Postać wspominana jest w Starym Testamencie: w Pierwszej oraz Drugiej Księdze Królewskiej, Drugiej Księdze Kronik oraz w Księdze Micheasza. O izraelskim władcy wspominają również źródła pozabiblijne – asyryjskie i moabickie.

## Życiorys

### Relacja biblijna
W roku dwudziestym siódmym [panowania] Asy, króla Judy, Zimri panował w Tirsie siedem dni, dopóki lud obozował pod Gibbetonem, będącym we władaniu Filistynów. Ale kiedy tylko ów lud obozujący usłyszał wieść: «Zimri uknuł spisek i zabił króla», wtedy cały Izrael, przebywający wówczas w obozie, ogłosił królem wodza wojska izraelskiego, Omriego. Następnie Omri, a z nim cały Izrael, wyruszył spod Gibbetonu i oblegli Tirsę. Niebawem, kiedy Zimri zobaczył, że miasto zostało zdobyte, wówczas wszedł do baszty pałacu królewskiego i podpalił nad sobą pałac królewski i wskutek tego zmarł z powodu swoich grzechów, których dopuścił się, czyniąc to, co złe w oczach Pana, idąc drogą Jeroboama w grzechu, do którego doprowadził on Izraela. A czyż pozostałe dzieje Zimriego oraz jego spisek, który uknuł, nie są opisane w Księdze Kronik Królów Izraela?

Wówczas lud izraelski podzielił się. Połowa chciała obwołać królem Tibniego, syna Ginata, a połowa była za Omrim. Jednak ten lud, który był za Omrim, przemógł ów lud, który był za Tibnim, synem Ginata. Wskutek tego Tibni zginął, a zaczął królować Omri. W roku trzydziestym pierwszym [panowania] Asy, króla Judy, Omri objął władzę nad Izraelem na dwanaście lat. W Tirsie królował sześć lat. Potem kupił od Szemera za dwa talenty srebra górę Szomron. Następnie zabudował tę górę, i miasto, które zbudował, nazwał od imienia Szemera, właściciela tej góry – Samaria. Omri również czynił to, co złe w oczach Pana; a nawet stał się gorszym od wszystkich swoich poprzedników, idąc drogą Jeroboama, syna Nebata, w jego grzechu, do których doprowadził on Izraela, drażniąc swymi marnymi bożkami Pana, Boga Izraela. A czyż pozostałe dzieje Omriego oraz wszystko, co zdziałał, i jego działalność nie są opisane w Księdze Kronik Królów Izraela? Omri spoczął przy swoich przodkach i został pochowany w Samarii. Jego syn Achab został w jego miejsce królem.

### Źródła pozabiblijne

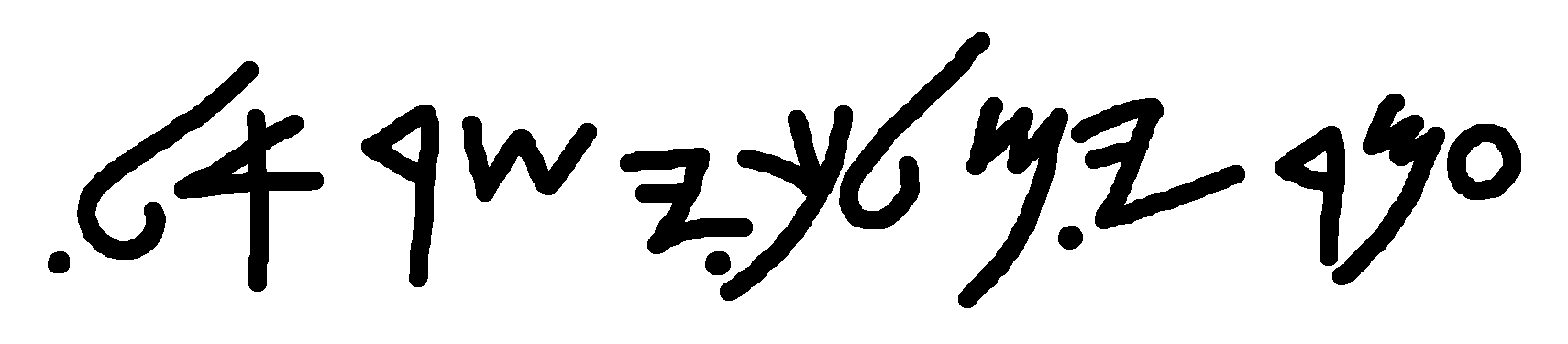
עמרי מלך ישראל (‘mry mlk yšr’l) – "Omri, król Izraela" zapisane w języku moabickim na Steli Meszy (IX wiek p.n.e.)

#### Moab
Stela Meszy z IX wieku p.n.e., spisana w języku moabickim, zawiera słowa "Omri, król Izraela".

#### Asyria

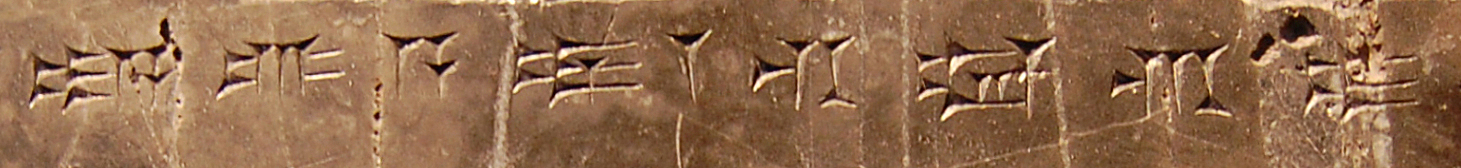
Słowa "Jehu z ludu ziemi Omriego", pochodzące z Czarnego Obelisku Salmanasara III (IX wiek p.n.e.)

Tzw. Czarny obelisk (datowany na ok. 827 r. p.n.e. – 824 r. p.n.e.) przedstawia scenę składania trybutu królowi Asyrii Salmanasarowi III z ok. 841 r. p.n.e. Jednym z przedstawionych na obiekcie oddających hołd władców jest Jehu, król Izraela. Powyżej znajduje się zapisany pismem klinowym tekst w języku akadyjskim – 𒅀𒌑𒀀 𒈥 𒄷𒌝𒊑𒄿; Ia-ú-a mar Hu-um-ri-i, który tłumaczy się jako "Jehu z ludu ziemi Omriego".
W źródłach asyryjskich występują również liczne wariacje na temat określenia "Dom Omriego" w odniesieniu do ziem Izraela. Wspominają o tym źródła z IX i VIII wieku p.n.e., czasów królów Adad-nirari III, Tiglat-Pilesera III oraz Sargona II.